# Jeanne Villepreux-Power

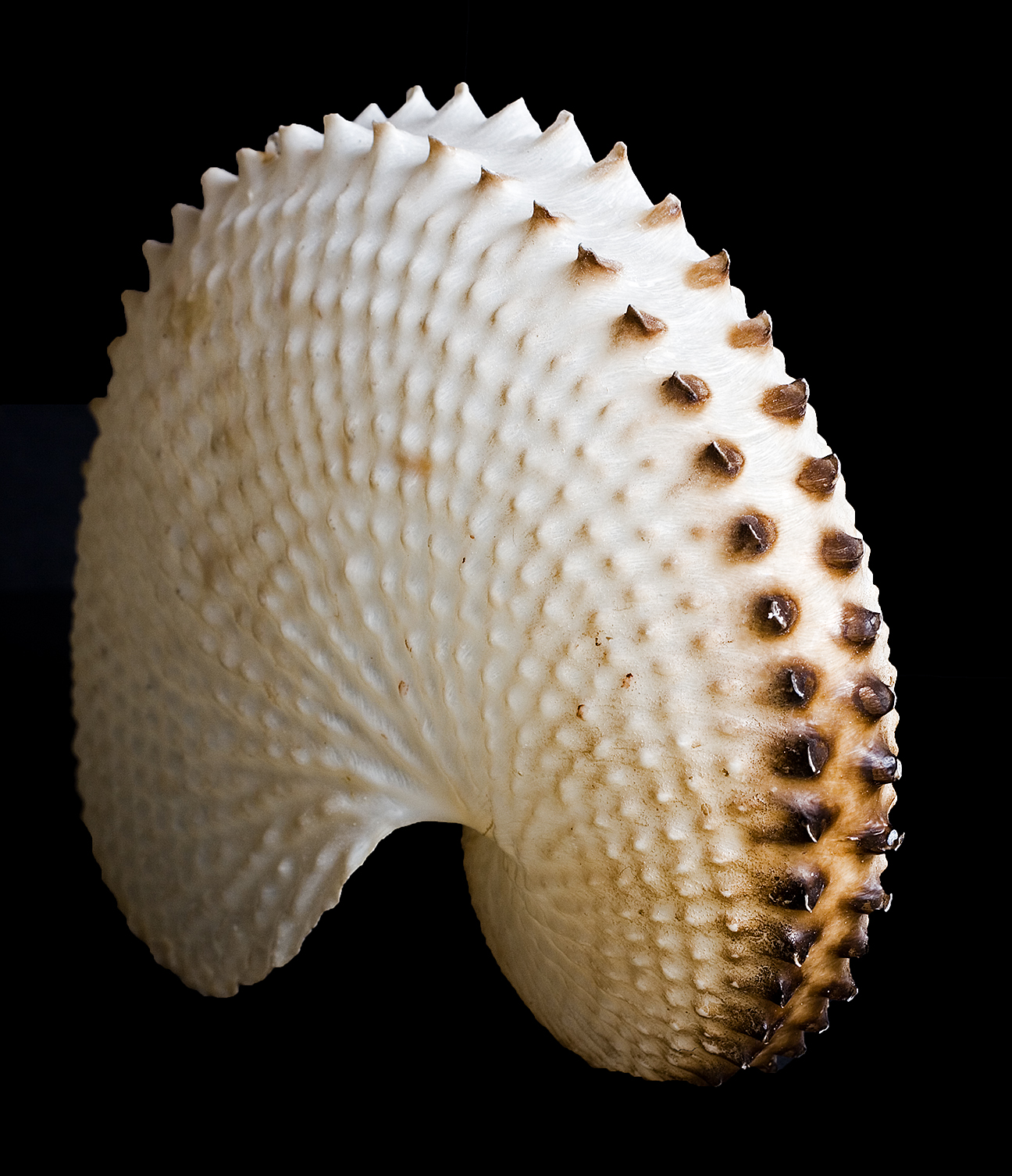
Paper Nautilus (Argonauta sp.)

Jeanne Villepreux-Power (nascida Jeanne Villepreux, Juillac, 24 de setembro de 1794 — 25 de janeiro de 1871) foi uma bióloga marinha pioneira, que em 1832 foi a primeira pessoa a criar um aquário para realizar experimentos com organismos aquáticos. O biólogo inglês Richard Owen se refere a ela como a "Mãe da Aquariofilia."

## Biografia
Jeanne nasceu em Juillac, Corrèze, na França, filha de um sapateiro, e viajou para Paris para se tornar uma modista. Em 1816, ela se tornou conhecida por criar o vestido de casamento da princesa Caroline no seu casamento com Charles-Ferdinand de Bourbon. Ela conheceu e seu casou um merchant inglês, James Power, em 1818. O casou foi morar na Sicilia.
Na Sicília, ela começou a estudar história natural, em particular ela fez algumas observações físicas e experimentos em animais marinhos e terrestres, sendo pioneira no uso do aquário. Ela quis recriar o ecosistema da ilha. O seur Guida per la Sicilia foi republicado pela Historical Society of Messina. Ela também estudou moluscos e os seus fósseis, ela se interessou pelo Argonauta argo. Na época, ela não estava certa se as espécies de argonauta produziam a sua própria concha ou adquiriam-na de um outro organismo (similar aos caranguejos eremitas). Seu trabalho lhe mostrou que de fato eles produzem suas próprias conchas.
Ela foi a primeira mulher membro da Catania Accademia, e membra correspondente da Sociedade Zoológica de Londres e outras 16 sociedades científicas.
Muitos de seus registros e desenhos científicos foram perdidos em um naufrágio.
Em 1997 seu nome, "Villepreux-Power," foi dado a uma cratera em Vênus descoberta pela Magellan probe.

## Cultura popular
Uma música biográfica sobre Jeanne Villepreux é apresentada no álbum "26 Scientists Volume Two: Newton to Zeno", de 2008, da banda Artichoke.